# 小松市立南部中学校
小松市立南部中学校（こまつしりつ なんぶちゅうがっこう）は、石川県小松市にある公立中学校。

## 沿革
- 1958年（昭和33年）9月 - 粟津、矢田野、月津、那谷中学校を統合し、小松市立南部中学校と称す[1]。

## 施設
敷地内に、小松市立南部図書館と南部公民館を併設する。

## 部活動

### 運動部
- 陸上部
- 男子バレーボール部
- 女子バレーボール部
- 男子バスケットボール部
- 女子バスケットボール部
- 男子ハンドボール部
- 女子ハンドボール部
- 男子ソフトテニス部
- 女子ソフトテニス部

- サッカー部
- バドミントン部
- 卓球部
- 野球部
- 柔道部
- 剣道部
- カヌー部
- 社会スポーツ部

### 文化部
- 吹奏楽部
- 美術部
- 読書部

## 著名な出身者
- 今垣光太郎（競艇選手）
- 今垣武志（元競艇選手）
- 大谷輝龍（プロ野球選手）

## 交通アクセス
- IRいしかわ鉄道線 粟津駅下車